# Novo Selo (miasto Loznica)
Novo Selo (cyr. Ново Село) – wieś w Serbii, w okręgu maczwańskim, w mieście Loznica. W 2011 roku liczyła 1204 mieszkańców.